# 진주중학교
진주중학교(晋州中學校)는 대한민국 경상남도 진주시 상봉동에 있는 공립 중학교이다.

## 학교 연혁
- 1925년 3월 11일 : 진주고등보통학교 설립인가
- 1925년 4월 24일 : 개교
- 1951년 9월 1일 : 학제개편에 의거 진주북중학교로 분리
- 1953년 2월 3일 : 진주중학교로 교명변경
- 1992년 3월 4일 : 신축교사로 이전
- 2014년 9월 26일 : 진주중학교 부설 방송통신중학교 설립인가(6학급)
- 2022년 3월 1일 : 제29대 이성철 교장 취임
- 2022년 3월 2일 : 2022학년도 신입생 입학 117명
- 2022년 3월 13일 : 2022학년도 방송통신중 신입생 입학 60명
- 2022년 12월 31일 : 제6회 방송통신중 졸업장 수여식 51명(누계 338명)
- 2023년 1월 3일 : 제72회 졸업장 수여식 154명(누계 35,160명)

## 참고 자료
- 진주중학교 - 한국교육학술정보원 학교알리미